# Dalia Kutraitė-Giedraitienė
Dalia Kutraitė-Giedraitienė (ur. 18 kwietnia 1952 w Wasiljewsku w obwodzie irkuckim) – litewska dziennikarka, wykładowczyni akademicka i polityk, posłanka na Sejm.

## Życiorys
Urodziła się rodzinie zesłańców w regionie irkuckim. Po przyjeździe na Litwę zamieszkała w Kownie. Ukończyła tam szkołę średnią, a w 1975 studia dziennikarskie na Uniwersytecie Wileńskim. Do 1992 pracowała w litewskim publicznym nadawcy radiowo-telewizyjnym LRT, m.in. w redakcji programów dla dzieci i młodzieży, pełniła tam funkcję zastępcy redaktora naczelnego. Później była m.in. dyrektorem programowym LRT Televizija i prezenterką własnego programu Kalbina Dalia Kutraitė. Pod koniec lat 90. pełniła funkcję doradcy mera Wilna Rolandasa Paksasa do spraw PR. W 1999 zajmowała stanowisko kanclerza w rządzie Rolandasa Paksasa, a w 2000 ponownie była jego doradcą w urzędzie miejskim w Wilnie.
W 1999 dołączyła do Litewskiego Związku Liberałów. W 2000 z ramienia tego ugrupowania uzyskała mandat posłanki na Sejm. W 2002 przystąpiła do Partii Liberalno-Demokratycznej, którą założył Rolandas Paksas.
Złożyła mandat poselski, gdy wybrany na prezydenta lider liberalnych demokratów powołał ją na swojego doradcę ds. polityki wewnętrznej. Funkcję tę pełniła od 2003 do 2004. Po odejściu z polityki została dyrektorem przedsiębiorstwa z branży komunikacyjnej oraz wykładowczynią dziennikarstwa na Uniwersytecie Wileńskim.